# Оферта
Офе́рта (лат. offero — предлагаю) — предложение о заключении сделки, в котором изложены существенные условия договора, адресованное определённому лицу, ограниченному или неограниченному кругу лиц. Если получатель (адресат) принимает оферту (выражает согласие, акцептует её), это означает заключение между сторонами предложенного договора на оговорённых в оферте условиях. 
Оферта может быть письменной или устной.
Направление (выпуск, публикация) оферты обязывает направившее её лицо заключить указанный в оферте договор с акцептантом (или любым из группы акцептантов).

## Законодательное определение
Согласно пункту 1 статьи 435 Гражданского кодекса РФ, офертой признаётся адресованное одному или нескольким конкретным лицам предложение, которое достаточно определённо и выражает намерение лица, сделавшего предложение, считать себя заключившим договор с адресатом, которым будет принято предложение. Оферта должна содержать все существенные условия договора, а также, желательно, иные необходимые для наиболее полного информирования контрагента условия договора.
Ст. 11 Федерального закона «О рекламе» гласит: «Если в соответствии с Гражданским кодексом Российской Федерации реклама признается офертой, такая оферта действует в течение двух месяцев со дня распространения рекламы при условии, что в ней не указан иной срок».
Во многих европейских странах оферта должна содержать все существенные условия договора (например, в договоре купли-продажи существенным является предмет и цена). В англо-американском праве оферта должна быть не столько определённой, сколько определимой, то есть получатель должен иметь возможность понимать все существенные условия, но сами они могут не оговариваться. Например, цена в оферте может не указываться, и если такая оферта акцептуется, то договор считается заключённым на условиях «разумной цены».

## Особенности вступления договора в силу
Согласно статьям 440, 441 Гражданского кодекса РФ договор считается заключённым после того, как лицо, направившее оферту, получает согласие (акцепт). Статья 158 Гражданского кодекса Российской Федерации допускает, что согласие на сделку может следовать из поступков стороны, направленных на реализацию сделки (конклюдентные действия), даже если не было явных заявлений о воле принять условия оферты. Например, факт посадки в общественный транспорт свидетельствует о желании ехать и приемлемости описанных условий оказания транспортных услуг (маршрут, цена), что автоматически обязывает пассажира оплатить проезд.
В англо-американском праве действует «правило почтового ящика»: договор считается заключённым в момент, когда акцептант опустил свой акцепт в почтовый ящик независимо от того, в какой срок будет получено данное письмо. Различия в трактовке момента заключения договора влияют на распределение риска несвоевременного получения ответа или утери корреспонденции.
В оферте можно заранее явно указать порядок определения времени заключения договора, чтобы не возникало разночтений из-за традиций разных стран.
Если нет специальных оговорок, то молчание акцептом не признаётся.

## Виды оферт

### Публичная оферта
Адресованное неопределённому кругу лиц и содержащее все существенные условия договора предложение, из которого усматривается воля оферента заключить договор на указанных в предложении условиях с любым, кто отзовётся. Лицо, совершившее необходимые действия в целях акцепта публичной оферты (например, приславшее заявку на соответствующие товары), вправе требовать от оферента исполнения договорных обязательств.

#### Оферта и реклама
В законодательстве по всему миру рекламу не считают офертой. Чаще всего реклама трактуется как приглашение к переговорам, готовность принимать предложения (п.1 ст. 437 ГК РФ). Но в настоящее время в ряде стран законодательство и судебная практика таковы, что если реклама содержит сведения, вводящие в заблуждение в отношении предмета, цены и т. п., тогда такое рекламное объявление может быть рассмотрено как оферта. Соответственно, договор считается заключённым на условиях, изложенных в рекламе и ответственность по нему несёт рекламодатель (изготовитель или продавец).

### Свободная оферта
Оферта, которая делается (предлагается) нескольким покупателям и используется продавцом для предварительного изучения рынка.

### Твёрдая оферта
Оферта, которая делается (предлагается) продавцом одному возможному потенциальному покупателю с указанием срока, в течение которого продавец связан обязательством продажи. Сделка считается совершённой, если за этот срок последует акцепт (согласие) покупателя.

### Безотзывная оферта
Безотзывная оферта подразумевает заключение договора оферентом на объявленных условиях со всеми желающими без возможности отмены ранее сделанного предложения, то есть его отзыва.
Безотзывная оферта часто используется компаниями-эмитентами в предложениях по выкупу или погашению ценных бумаг в отношении своих акционеров.

## Облигации с офертой
Многие эмитенты вводят оферты для своих облигаций, то есть возможность досрочного погашения ценной бумаги по заранее оговорённой цене.
Для долгосрочных облигаций оферта может быть средством, с помощью которого инвестор и эмитент могут регулировать доходность ценных бумаг. В некоторых случаях выплата по купонам облигаций может быть меньше, чем её рыночная цена, с помощью оферты облигации эмитент может регулировать доходность этой ценной бумаги.
Дата оферты облигации определяется заранее и не подлежит изменению. Таким образом, с помощью оферты облигации инвестор может регулировать кредитный риск, а эмитент — процентный риск. Цена выкупа облигации по оферте определяется на основе договорённости эмитента и инвестора, и может быть как выше, так и ниже рыночной стоимости. Порядок выкупа облигации в соответствии с офертой определяется в договоре, который эмитент заключает с инвестором.